# Нижний Атлян
Ни́жний Атля́н — поселок в составе Миасского городского округа Челябинской области России. Расположен на реке Атлян.
Верхний Атлян также имеет название Золотой, а Нижний Атлян — Низ. Расстояние между ними 2 км.
На тальковом комбинате добывают известняк и тальк. Население 1271 чел. (2010), из которых 686 мужчин и 585 женщин.

## История
В марте 1823 года на берегу реки Миасс было найдено первое россыпное золото. Золотые россыпи были обнаружены в долинах близлежащих рек, в том числе и реки Атлян. В 1823 году открыт Атлянский прииск. 
В 1838 году на Атлянском руднике построен первый золотопромывальный станок П. П. Аносова «Самоходка».
За посёлком закрепилось название Шиферный, в связи с тем, что стали вырабатывать кровельный сланец. Атлянское месторождение кровельных сланцев расположено в долине реки Атлян в тринадцати километрах южнее станции Сыростан. Разведочные работы стали проводиться с 1928 года Институтом прикладной минералогии по инициативе профессора В. В. Аршинова, но не хватало средств и времени, поэтому в полном объёме работа была продолжена в 1929 году.
Через некоторое время поселок Шиферный переименовали в Нижний Атлян. Название это было заимствовано (или перенесено) у расположенного по соседству поселка золотостарателей Верхний Атлян, который местные жители называют до сих пор Золотым. В нём была размольно-обогатительная фабрика.
Существуют версии, объясняющие смысл названия. По одной из них, в древние времена здесь проходила южная ветка скифского пути из Азии в Европу через Уральские горы по реке Миасс и её притоку Атлян, название которой в переводе с древнетюркского означает проходную реку (от диалектного чувашского «ат» — идти). По другой версии, окрестности посёлка именовались «местом воров и оборванцев». Так называли участников Пугачевского восстания, скрывавшихся в лесах от преследования властей после его разгрома. Однако, нет объяснения тому, что за 20 лет до восстания существовал рудник, носивший название Атлянский. Очевидно, слово появилось ранее. По третьей версии, атлянще в переводе с тюркского означает всадника, укрощающего дикую лошадь.
В начале 1930-х годов в поселке находилась спецколония, в которой содержались трудовые поселенцы. Ведал ею отдел трудовых поселений и мест заключений управления Народного комиссариата внутренних дел (ОТП и МЗ УНКВД) Челябинской области.
По воспоминаниям сына спецпоселенца Петра Александровича Птицына, трудпоселенцы жили в шести бараках длиной метров сорок, шириной метров десять. Комнаты в бараках были перегорожены фанерой. В каждой из них, жили несколько семей. Посёлок за рекой они построили за три месяца в нерабочее время. На производстве работало около 600 человек. Выпускали мебель: стулья, диваны, шифоньеры, бильярдные столы. Основную массу шифера добывали в недрах горы Маяк, в которой был прорыт забой длиной 250 метров, шириной 10 метров, высотой 6 метров. Оттуда вывозили его на вагонетках. На производстве делали плитки для крыш, а также грифельные доски, на которых писали школьники.
1 сентября 1935 года в посёлке открылась семилетняя школа № 35, в 1952 году преобразованная в десятилетнюю.
28 ноября 1935 года приказом наркома внутренних дел открыта трудовая колония для несовершеннолетних с контингентом на 600 человек. Первым начальником стал Василий Данилович Филимонов. Бывший сотрудник колонии Д. Я. Письменный Д. Я. вспоминает, как он с группой строителей из Челябинска прибыл на станцию Сыростан утром 1 апреля 1935 года:
«Погода была солнечной, и мы с большим удовольствием прошли тропинкой через лес и горы до Атляна. Наш инструмент и сундучки (чемоданы) увезла подвода; идти нам было легко. Когда мы пришли в Атлян, нас разместили в бараках, которые остались еще не разрушенными от быв¬шего шиферного завода. Нас накормили обедом, и мы стали знакомить¬ся с местностью.
Меня вызвали к начальнику колонии Филимонову Василию Даниловичу для ознакомления с предстоящими работами. 
Техрук Пепеляев Иван Иванович показал генплан застройки, чертежи отдельных объектов. Затем вызвали с конного двора тачанку с парой вороных лошадей, и мы втроем поехали знакомиться на месте, где и что нужно строить, предварительно обсуждая организацию работ и ближайшую перспективу развития колонии.
Предстояло к осени 1935 года построить: общежития для воспитанников, семилетнюю школу, клуб, хлебопекарню, здравпункт, дом ИТР, столярные мастерские, лесопилку, механические мастерские, гараж, столовую и другие объекты, необходимые для нормального по тем временам жизнеобеспечения воспитанников и обслуживающего персонала: энергоснабжение, водоснабжение, дороги и т.д.

Первая партия воспитанников поступила в конце августа 1935 года. Воспитанников разместили в новом двухэтажном рубленом общежитии, над дверями которого повесили лозунг «Добро пожаловать!» Они (воспитанники) были хорошо накормлены, помыты в бане, им выдали новое обмундирование. Комнаты обставили хорошей мебелью, создали полный уют и тепло».
26 ноября 1936 года вышел приказ начальника управления НКВД СССР Челябинской области Милаева «Об открытии трудовой колонии в Атляне». В нем, в частности, говорилось:
«В связи с окончанием строительства первой очереди трудколонии для несовершеннолетних в Атляне, приказываю:
1. Трудовую колонию „Атлян“ с контингентом на 600 человек несовершеннолетних открыть с 28 ноября 1935 года.
2. Временные штаты руководящего состава утвердить.
3. Управляющему колонией товарищу Шалагинову отобрать из числа детей, находящихся в настоящее время в колонии, наиболее примерных по своему поведению в быту, выполняющих производственные задания и принимающих активное участие в общественной жизни колонии, зачислив их членами колонии, всех остальных зачислить кандидатами колонии.
4. Начальнику ОМЗ Верховскому М. М. приступить к комплектованию трудколонии воспитанниками из числа содержащихся в местах заключения несовершеннолетних, отправив в первую очередь 50 человек, находящихся в Златоустовской тюрьме. Срок отправки первой партии — 29 ноября. Следующую партию в 50 человек подготовить к отправке на 3 декабря и третью партию на 8 декабря.
5. Управляющему колонией товарищу Шалагинову подготовиться к приему и размещению воспитанников в указанные выше сроки. Всех вновь прибывших детей зачислять первоначально в кандидаты колонии с переводом их в члены по мере выявления их отношения к производству, участия в общественной жизни и поведения в быту.
6. Все воспитанники колонии, независимо от зачисления их в кандидаты или члены колонии, должны быть обязательно определены для работы на одно из производств колонии.
7. Нормы питания воспитанников установить в размере рациона, утвержденного АХУ НКВД СССР, обеспечив приготовление доброкачественной и вкусной пищи.
8. В выходные дни проводить экскурсии на природу, массовые игры, физкультзанятия.
9. Ввести суточные дежурства воспитанников колонии по общежитиям, на кухне и в столовой.
10. Обеспечить полное отсутствие побегов из колонии путем ведения политико-воспитательной и разъяснительной работы и организации охраны колонии от побегов силами самих же воспитанников.»

Приказ вышел, когда подростки уже находились в колонии. Управляющим колонии был Шалагинов.
В 2013 году было принято решение закрыть ФКУ «Атлянская воспитательная колония», открыв на её месте колонию-поселение для взрослых. Решение вызвало недовольство как жителей, так и властей Миасса. 19 января 2017 года приказом ФСИН России № 39 ФКУ «Атлянская воспитательная колония» преобразована в ФКУ «Колония-поселение № 7 ГУФСИН по Челябинской области».

## Улицы
Буяновка, Восточная, Городок, Заречная, Ильменская, Круглая, Лесной переулок, Луговая, Миасская, Набережная, Нагорная, Октябрьская, Полевая, Почтовая, Садовая, Северная, Сибирская, Советская, Строительная, Уральская, Хуторская, Центральная, Шиферная, Южная.

## Достопримечательности
- Памятник погибшим на Великой Отечественной войне.
- Печи Талькового комбината.
- Маяк (памятник природы).
- Озеро Песчаное (памятник природы).

## Интересные факты
Прообразом воспитательной колонии в повести Леонида Габышева «Одлян, или Воздух свободы» стала воспитательная колония, находившаяся в районе поселка Атлян. В этой колонии Леонид Габышев отбывал наказание, будучи несовершеннолетним.

## Культура
- Клуб.
- Библиотека-филиал № 11 централизованной библиотечной системы г. Миасса (с 1947 году)[8].
- Детская площадка.

## Образование
- МКОУ г. Миасса «Средняя общеобразовательная школа№ 35».

## Учреждения и предприятия
- ФКУ «Колония-поселение № 7 ГУФСИН России по Челябинской области».[9]
- АО «Уралтальк» (Сыростанская размольно-обогатительная фабрика).[10]